# Sim Sang-min
Đây là một tên người Triều Tiên, họ là Sim.
Sim Sang-min (tiếng Hàn: 심상민; sinh ngày 3 tháng 5 năm 1993) là một cầu thủ bóng đá Hàn Quốc thi đấu ở vị trí hậu vệ cho FC Seoul.
Anh từng thi đấu tại Giải vô địch bóng đá U-20 thế giới 2013 và gia nhập FC Seoul năm 2014.

## Danh hiệu
Hàn Quốc
- Giải vô địch bóng đá U-19 châu Á: 2012